# Bevern (Nedersaksen)
Bevern is een gemeente in de Duitse deelstaat Nedersaksen. De gemeente maakt deel uit van de Samtgemeinde Bevern in het Landkreis Holzminden. Bevern (Nedersaksen) telt 3.831 inwoners.

## Indeling van de gemeente
De gemeente Bevern bestaat uit de volgende Ortsteile:
- Het vlek Bevern zelf
- Dölme, 10 km ten N van Bevern, aan de Wezer
- Forst, een gehucht aan de Wezer, 3 km ten N van Bevern
- Lobach, direct ten NO van Bevern
- Lütgenade (7 km ten NO van Bevern; bijna 250 inwoners)
- Reileifzen, 6 km ten N van Bevern, aan de Wezer

## Ligging, infrastructuur
Bevern ligt op ruim 4 km ten noordoosten van Holzminden.
Bevern ligt enkele kilometers ten oosten van de Wezer, aan de daarin uitmondende beek Beverbach,  en ligt aan de Bundesstraße 64. Ten noorden, zuiden en oosten strekt zich het Weserbergland uit. Het berggebied aan de noordkant heet Vogler, dat aan de zuidkant Solling.

## Economie
Vanwege het vele natuurschoon in het omringende Weserbergland en het bezienswaardige kasteel is het toerisme voor Bevern van grote economische betekenis.
In Bevern zijn enige kleine tot middelgrote ambachtelijke en industriële ondernemingen gevestigd. De grootste daarvan zijn een fabriek van houtvezelplaten en een van bovenregionaal belang zijnd elektrotechnisch installatiebedrijf.

## Geschiedenis

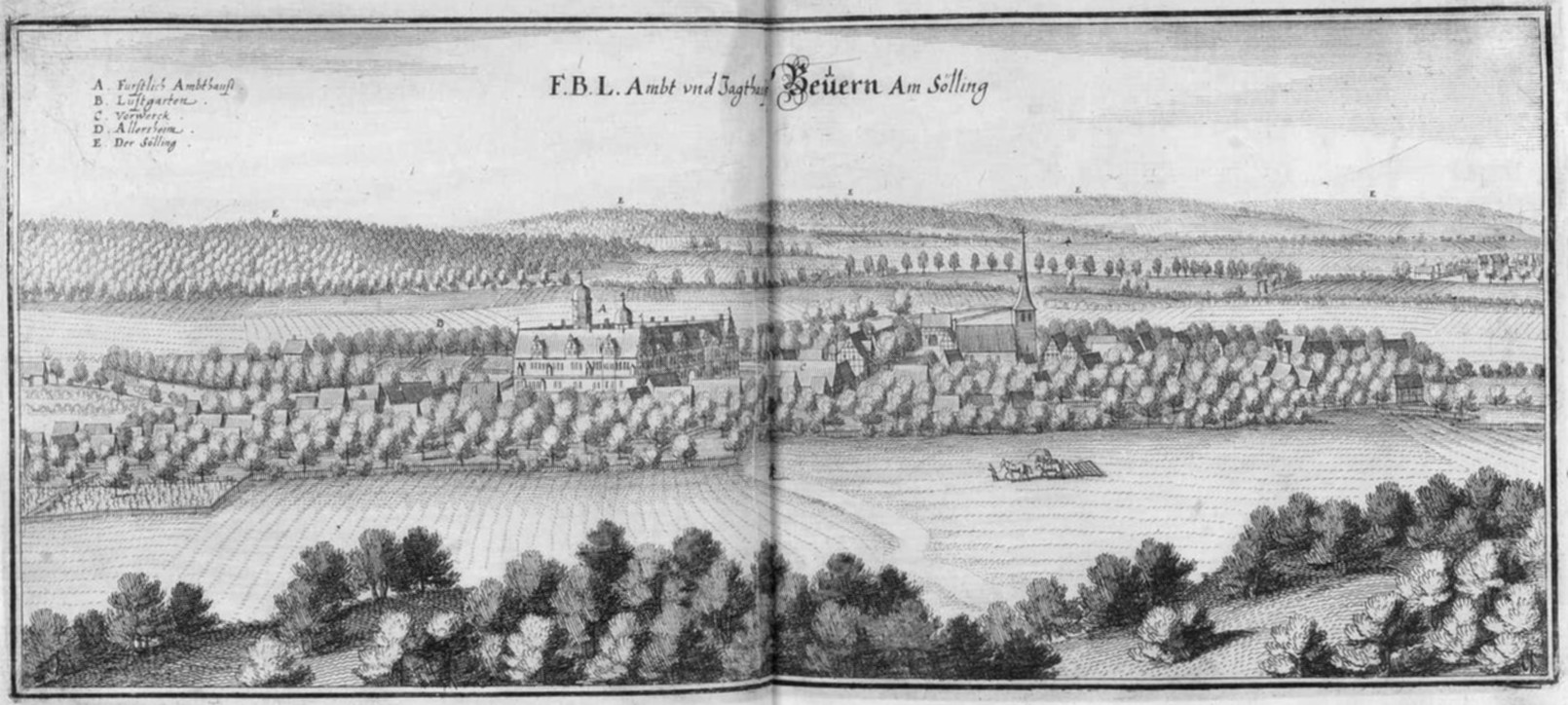
Merian-ets van Bevern en zijn kasteel, midden 17e eeuw
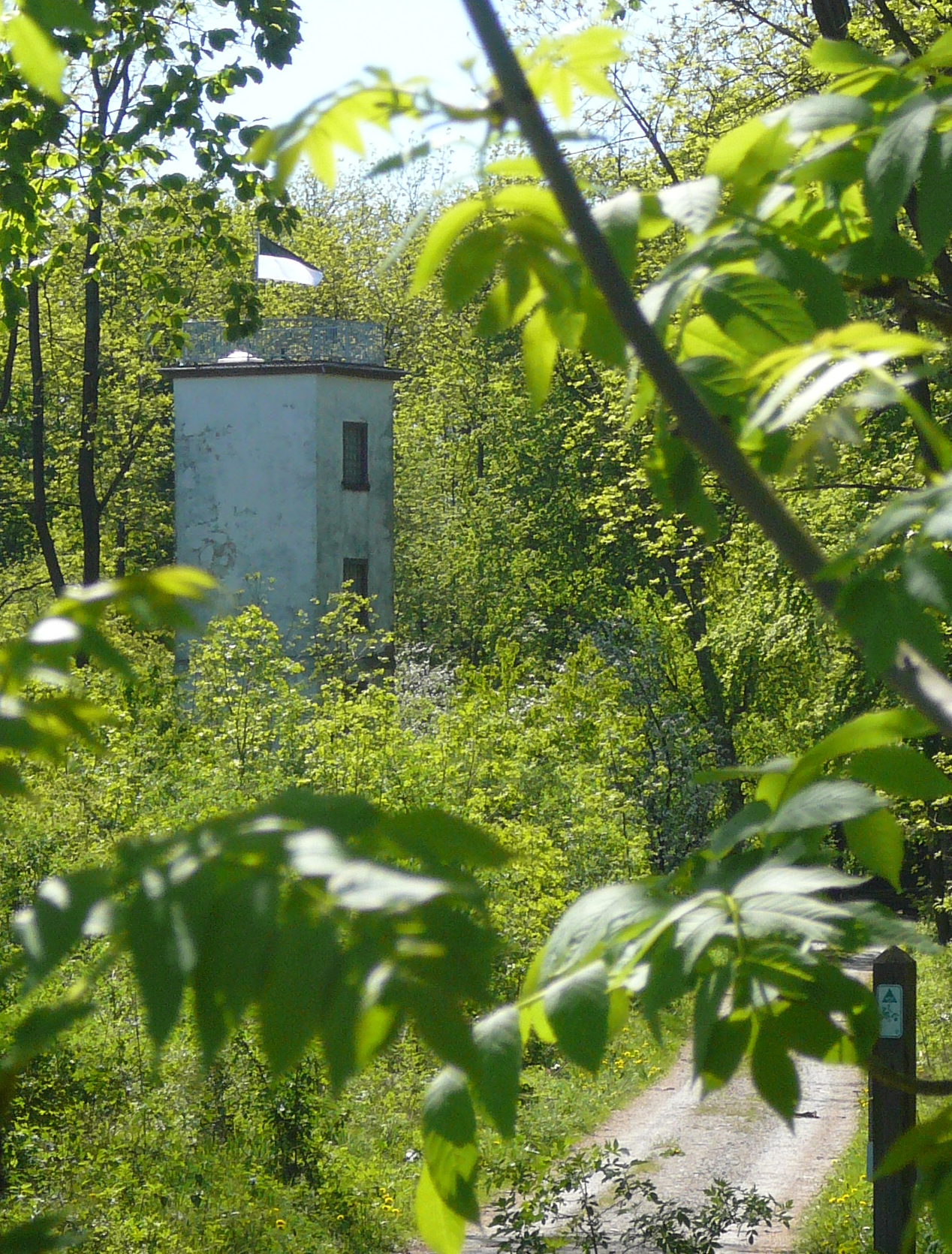
Burgberg, restant telegraaftoren

In de 9e eeuw komt Bevern voor het eerst in schriftelijke stukken, van de Abdij van Corvey, voor. In 1501 werd er voor het eerst een kerk gebouwd. De Reformatie bewerkte, dat een overgrote meerderheid van de christenen in Bevern evangelisch-luthers werd. Dit is tot op de huidige dag zo gebleven. In 1703 verkreeg Bevern marktrecht en werd zo een Marktflecken, met een status tussen dorp en stad in. Van 1833-1850 was de Burgberg bij Bevern een tussenstation van de Pruisische Optische Telegraaf, een semafoordienst. De toren, waar deze installatie bovenop stond, is gedeeltelijk bewaard gebleven, maar niet voor het publiek toegankelijk.
De geschiedenis van Bevern is verder nauw verbonden met die van het, in Noord-Duitsland cultuurhistorisch als zeer belangrijk beschouwde, kasteel.
Het kasteel van Bevern heeft vanaf de 19e eeuw dienst gedaan als o.a. knopenfabriek, opvoedingsgesticht, gevangenis voor licht gestraften, en  in de nazi-tijd als sportschool voor de Hitlerjugend en kazerne voor genietroepen. Vanaf 1976 dient het openbare doelen. Na restauratie is het een cultureel centrum voor Bevern en omgeving geworden.

## Natuurschoon, bezienswaardigheden
- Ten noorden, zuiden en oosten van Bevern strekt zich het Weserbergland uit. Het berggebied aan de noordkant, waarvan de zuidelijkste, dichtst bij Bevern gelegen rug de naam Burgberg draagt,  heet Vogler, dat aan de zuidkant Solling. Hier zijn talrijke mogelijkheden voor, ook meerdaagse, wandel-, mountainbike- en fietstochten. Delen van dit fraaie berggebied zijn, wegens de aanwezigheid van zeldzame planten en dieren, beschermd als natuurreservaat.
- Kasteel Bevern, in het begin van de 17e eeuw gebouwd in de stijl der Wezerrenaissance, midden in Bevern, cultureel centrum met o.a. toneel- en concertzaal, restaurant en museum. In het kasteel is gevestigd de Erlebniswelt Renaissance (EWR)[2], een multi-mediale presentatie van de late renaissanceperiode en van de bouwstijl der Wezerrenaissance.
- In 1893 werd de neogotische evangelisch-lutherse Johanneskerk gebouwd. De uit 1571 daterende toren van een eerdere kerk is blijven staan.

## Afbeeldingen

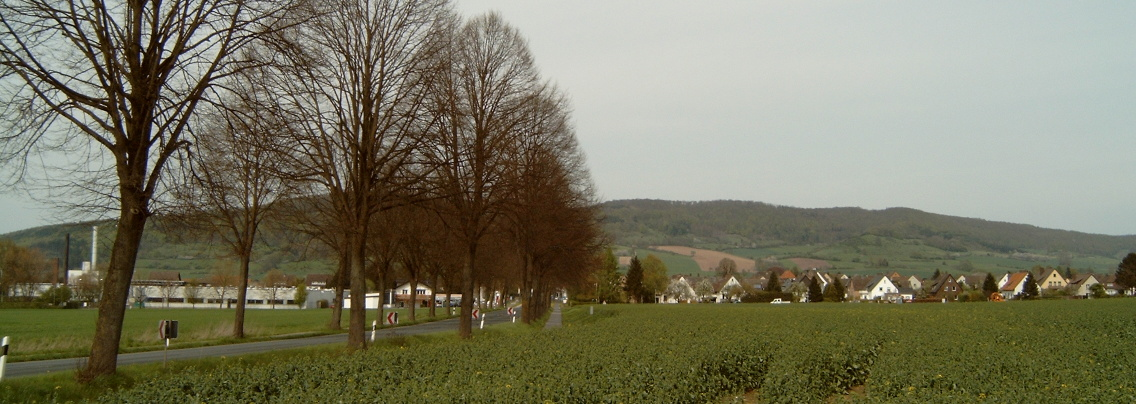
Gezicht op Bevern; op de achtergrond de ruim 340 m hoge Burgberg
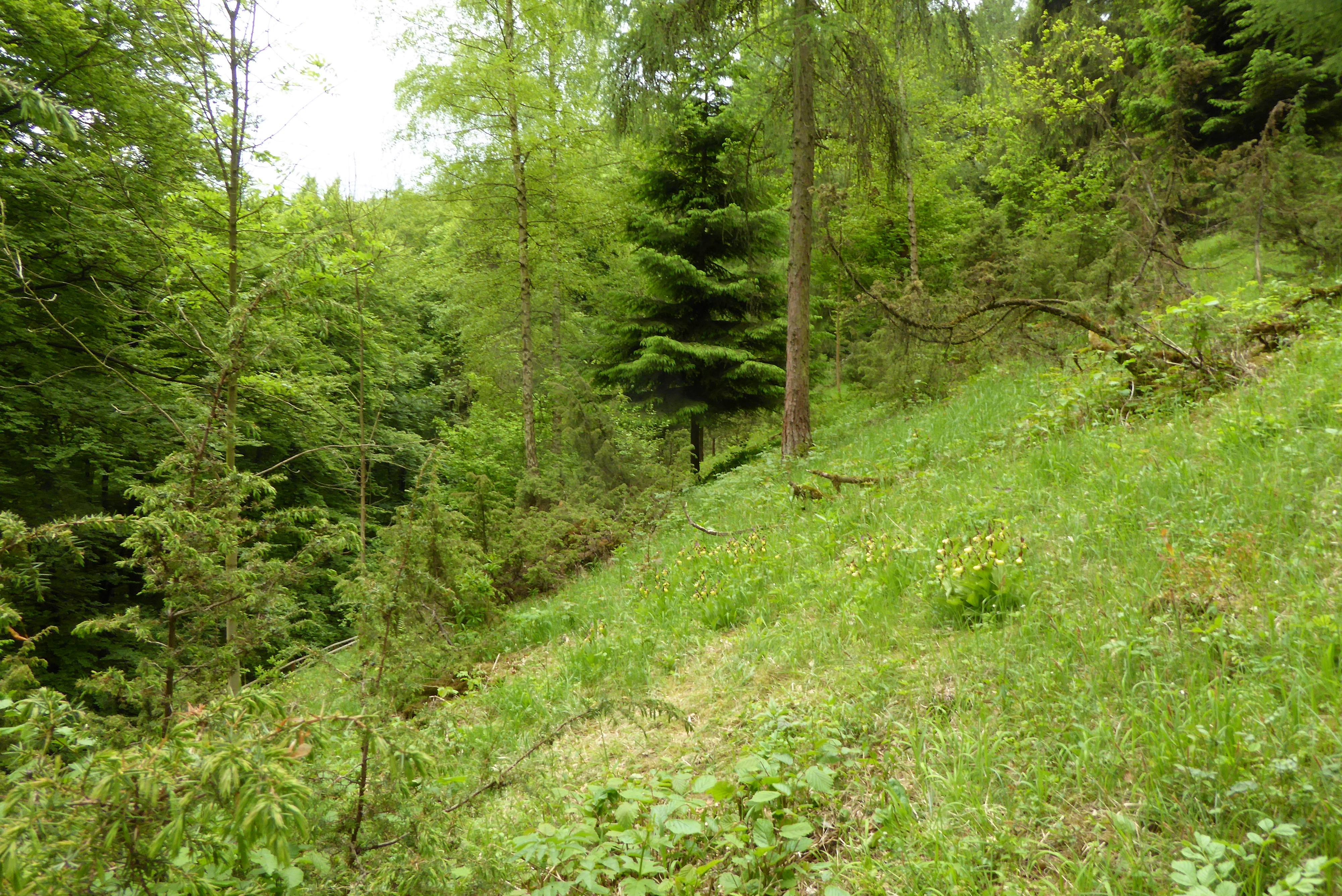
Beschermde weide op deze berg, waar de orchidee Vrouwenschoentje groeit
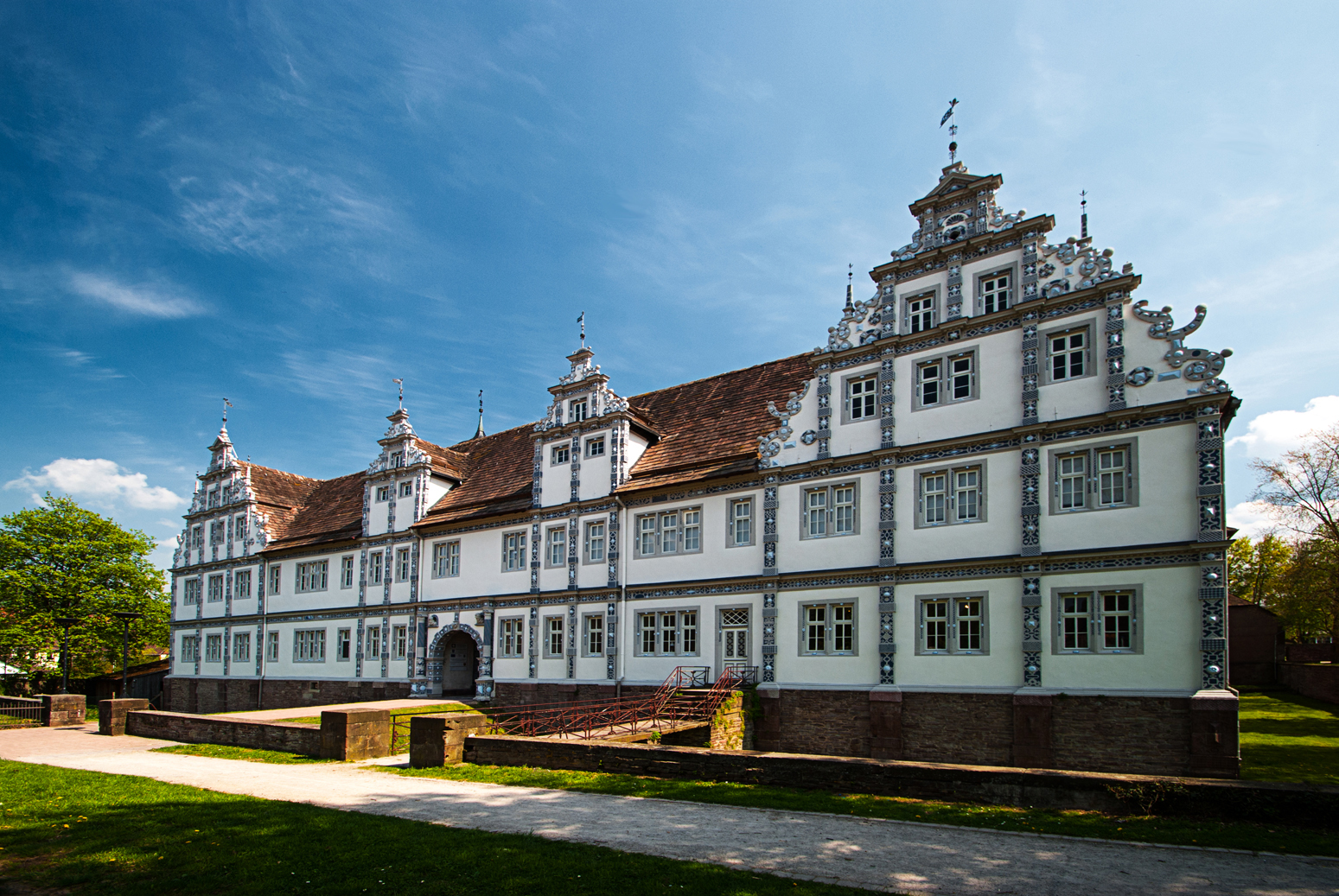
Schloss Bevern, 2013
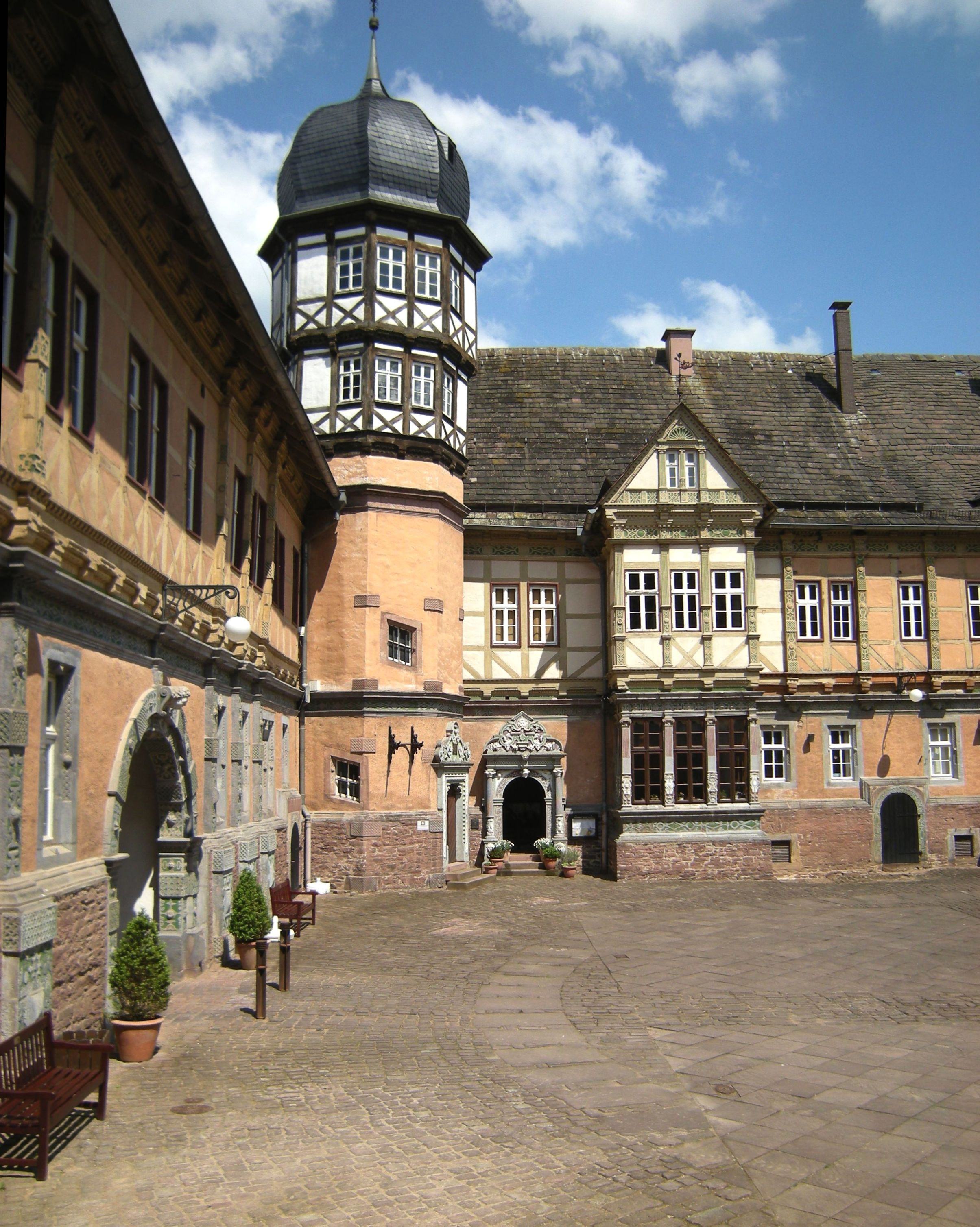
Toren van dit kasteel
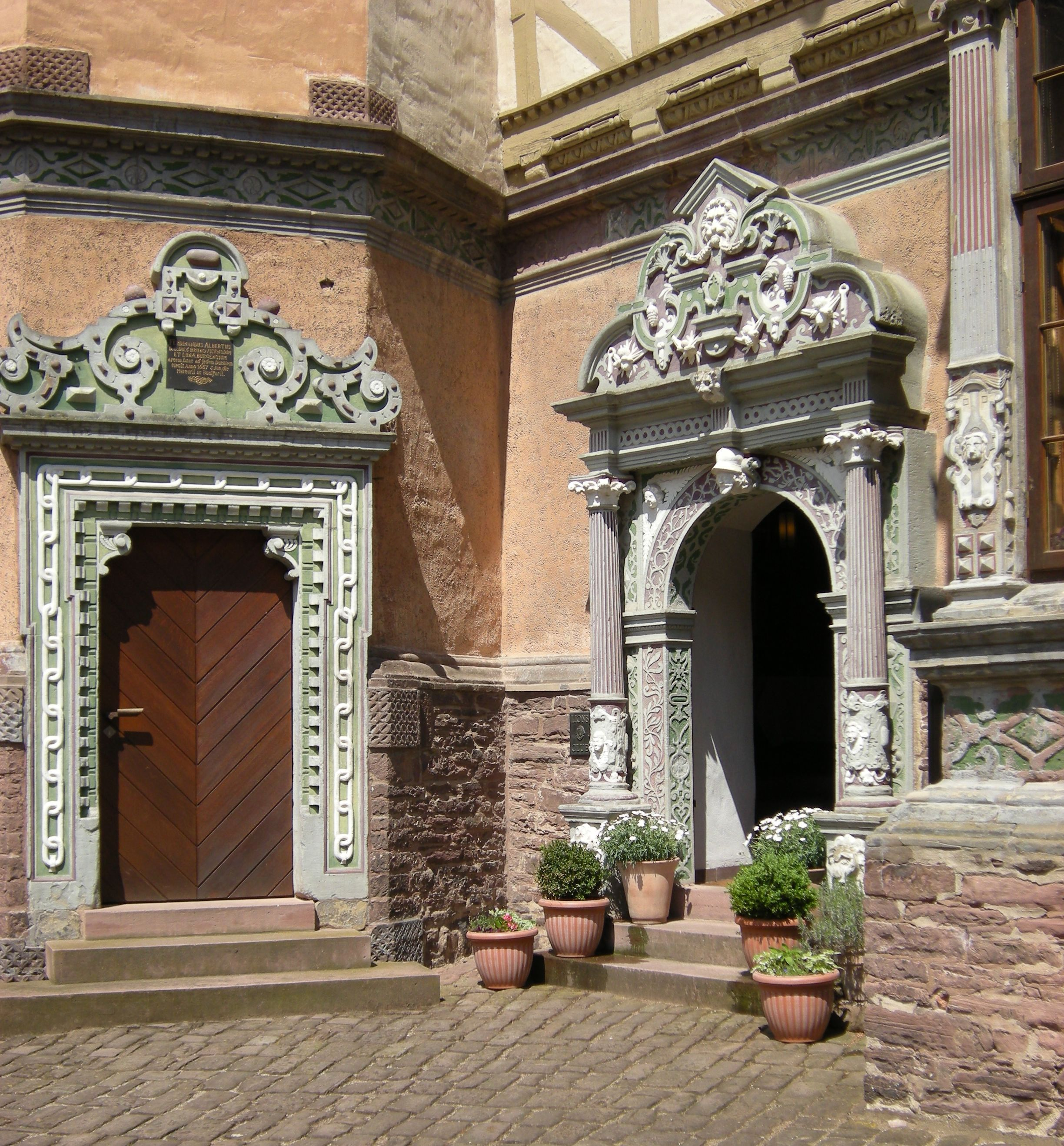
Ingangsportaal van het kasteel
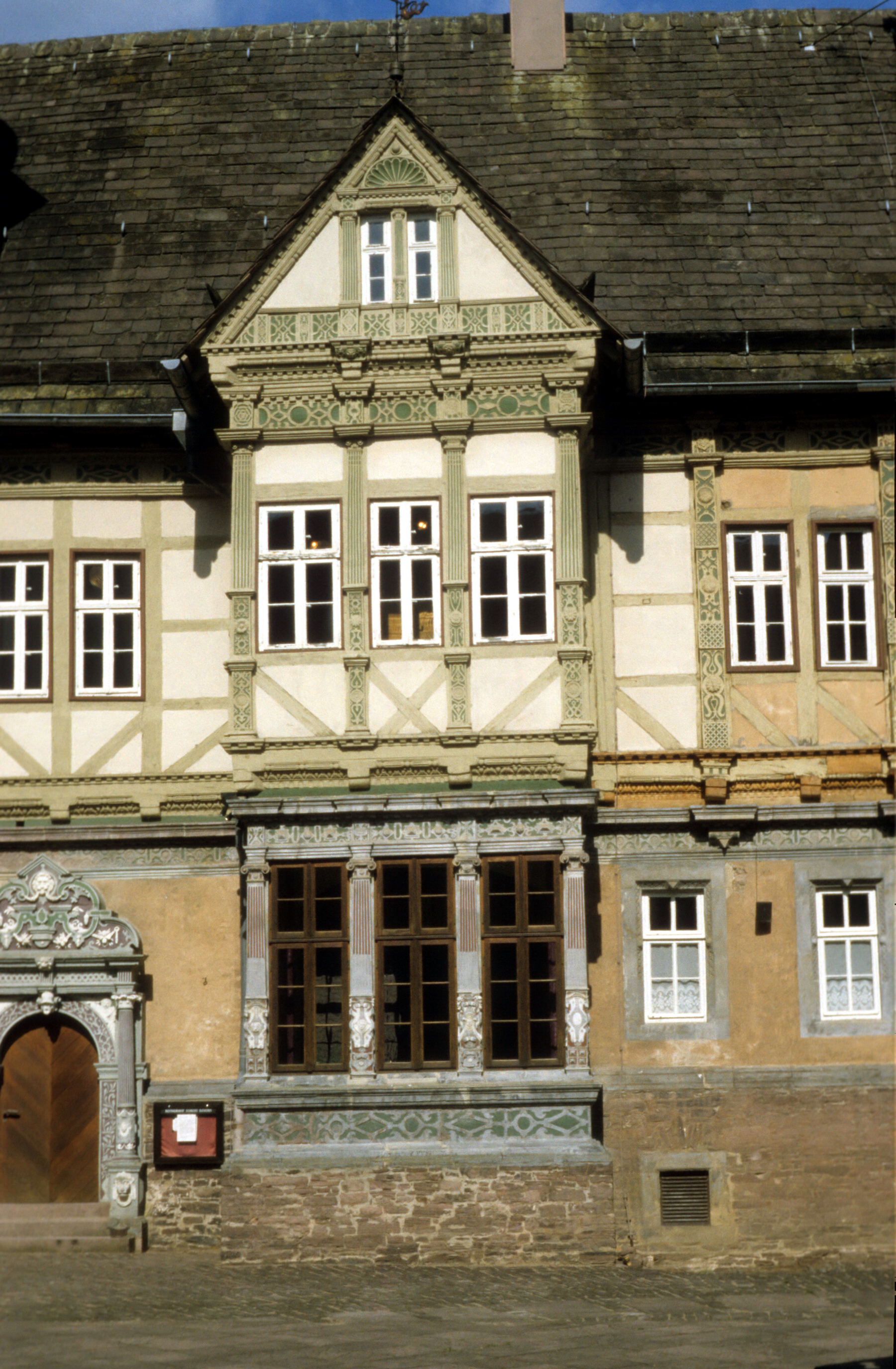
Zgn.  Utlucht, meerdere etages omvattende erker van het kasteel
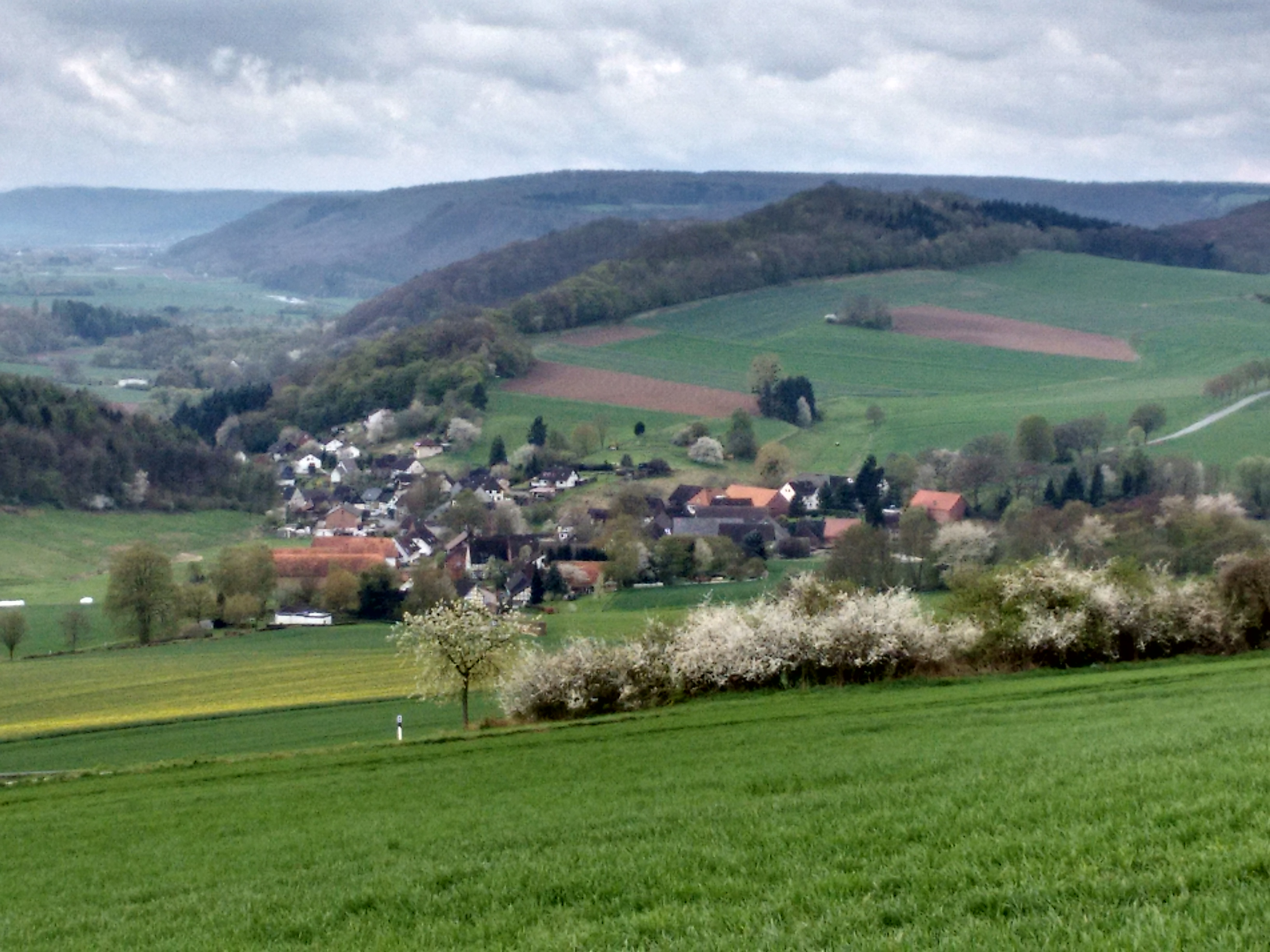
Gezicht op  Lütgenade

## Partnergemeentes
Er bestaat een jumelage met enige gemeentes in Frankrijk, en wel in de aan de Gironde gelegen wijnstreek Médoc.
Dit zijn:
- Saint-Estèphe
- Cissac-Médoc
- Vertheuil
- Saint-Germain-d'Esteuil
- Saint-Seurin-de-Cadourne

Een meer informeel partnerschap bestaat sedert 2006 tussen de vier Duitse plaatsen met de naam Bevern, te weten:
- Bevern (Samtgemeinde Bevern)
- Bevern (Bremervörde)
- Bevern (Elmshorn)
- Bevern (Bevern bij Addrup, ten noorden van Quakenbrück)

## Belangrijke personen in relatie tot de gemeente
- Statius (Statz) von Münchhausen (* 5 juni 1555 in Stolzenau; † 27 maart 1633 in Bevern), edelman uit de zgn. zwarte lijn van het geslacht Von Münchhausen;  hij dreef handel en liet steenkool- en ijzerertsmijnen oprichten en investeerde de winst in talrijke fraaie kastelen. Van 1603-1612 liet hij kasteel Bevern bouwen. Zie ook onder: Bodenwerder.
- August Ferdinand van Brunswijk-Bevern (Bevern, 29 december 1677 – Donauwörth, 2 juli 1704), generaal-majoor van de Nedersaksische Kreits
- Ferdinand Albrecht II van Brunswijk-Wolfenbüttel (Bevern, 29 mei 1680 — Salzdahlum, nu district van Wolfenbüttel, 13 september 1735) was van 1687 tot 1735 hertog van Brunswijk-Bevern en van maart tot september 1735 hertog van Brunswijk-Wolfenbüttel. Hij behoorde tot het Nieuwere Huis Brunswijk.
- Anton Ulrich van Brunswijk-Wolfenbüttel (Bevern, 28 augustus 1714 – Cholmogory, 4 mei 1774) was van 1740 tot 1741 generalissimus van het Russische leger. Hij behoorde tot het Nieuwere Huis Brunswijk
- Louis Victor Gerverot (Lunéville, 8 december 1747 – Bevern, 1829), Frans porseleinschilder en ondernemer
- Michael Rother (* 2 september 1950 in Hamburg), rockmuzikant en -zanger in het muziekgenre krautrock, o.a. van 1971-1975 in de band Neu!; inwoner van het gehucht Forst in de gemeente Bevern
- Hans-Joachim Roedelius (* 26 oktober 1934 in Berlijn), experimenteel en rockmusicus, maakte deel uit van de band Cluster, woonde geruime tijd in dezelfde commune als Michael Rother, waar talrijke bekende nummers werden gecomponeerd.